# Foulab
Foulab (officiellement « Les Laboratoires Foulab ») est un hacklab et une association à but non lucratif situé dans le quartier Saint-Henri de Montréal, Québec.

## Description
Créé en 2008, Foulab est un lieu d'échange pour les hackers. Son objectif est de fournir un espace d'échange de ressources et de connaissances à propos des nouvelles et anciennes technologies. Les utilisateurs des locaux sont des membres actifs qui contribuent au financement du lieu.

## Équipement
Le local de travail comprend un réseau, une imprimante 3D, des stations de montage électronique, un atelier de réparation, un « espace musée » et un salon de détente.

## Réalisations
- L'imprimante 3D est une Prusa Mendel Itération 2 qui s'est déjà reproduite à plusieurs reprises.
- Collection de télétypes

## Galerie

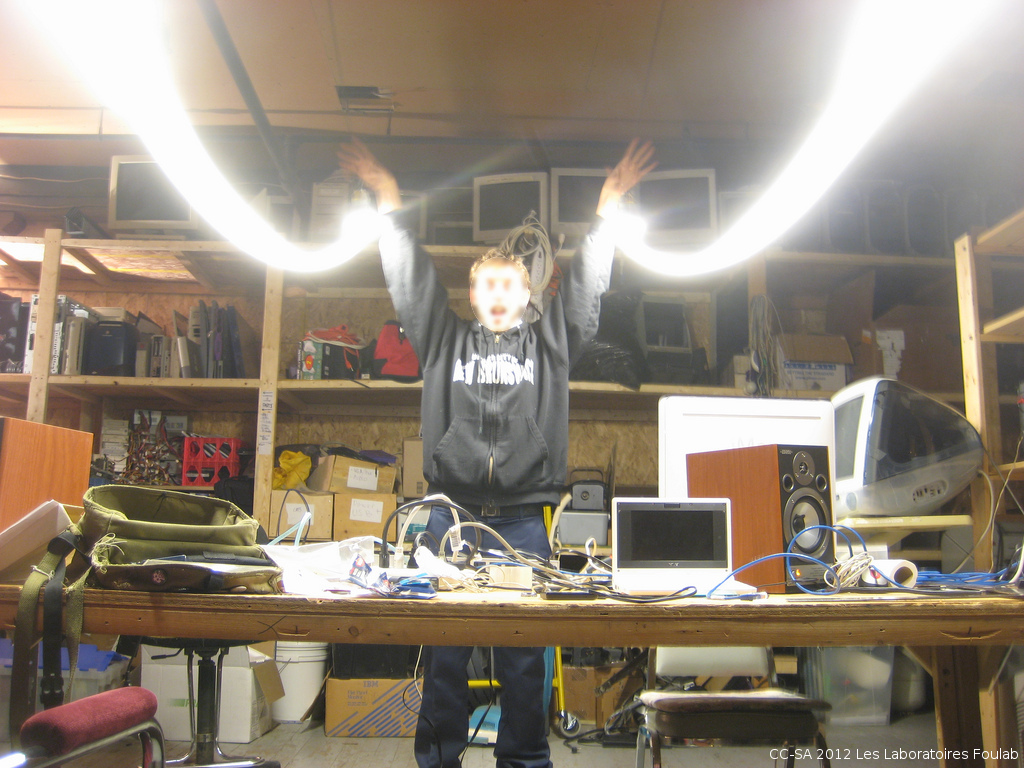
Expériences avec de la lumière.
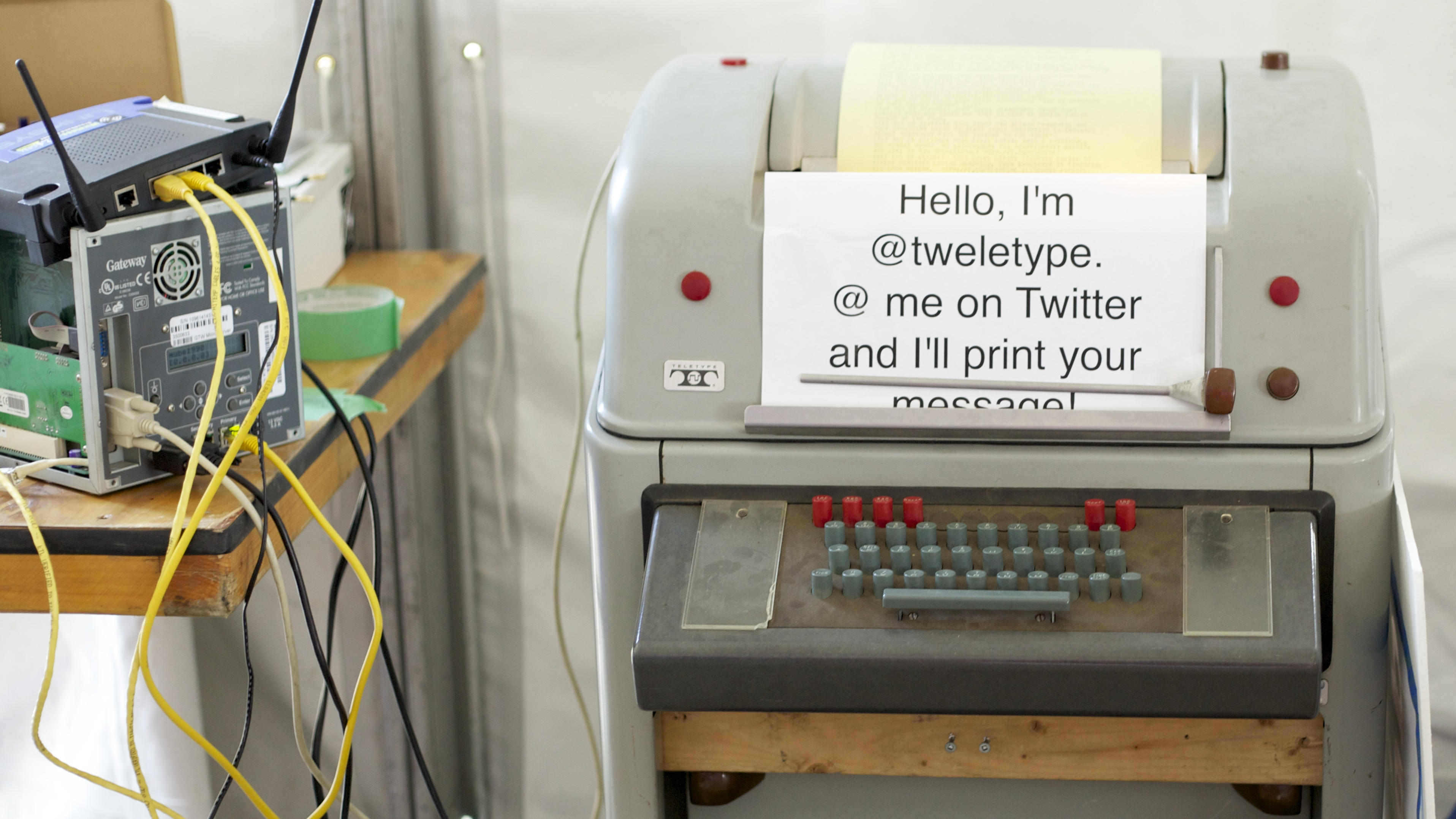
Projet de connecter un téléscripteur à Twitter.